# Szadeh
Szadeh ókori egyiptomi királyné volt a XI. dinasztia idején, II. Montuhotep fáraó egyik alacsonyabb rangú felesége. Sírját (DBXI.7) és díszített kis kápolnáját II. Montuhotep Dejr el-Bahari-ban lévő halotti templomában találták meg, a központi építmény mögött, a nyugati kerengők alatt, öt hasonlóan eltemetett másik másik hölgyével – Asait, Henhenet, Kawit, Kemszit és Majet – együtt. A fáraó uralkodásának második harmadában hunytak el, legtöbbjük Hathor papnője volt, ezért felmerült, hogy a király az istennő kultuszának hódolva temette őket saját halotti templomába, de az is lehet, hogy nemesek lányai voltak, akiket a király az ellenőrzése alatt kívánt tartani.
Címei: A király szeretett felesége (ḥmt-[nỉswt] mrỉỉ.t=f), Egyetlen királyi ékszer (ẖkr.t-nỉswt wˁtỉ.t), Hathor papnője (ḥm.t-nṯr ḥwt-ḥrw).